# 1163
1163 (MCLXIII) a fost un an obișnuit al calendarului gregorian.

## Evenimente
- 14 ianuarie: La moartea lui Ladislau al II-lea, tronul Ungariei este disputat între Ștefan al III-lea și unchiul său, Ștefan al IV-lea, sprijinit de către bizantini.
- 19 mai: Conciliul de la Tours: albigenzii sunt declarați eretici și condamnați.
- 19 iunie: După victoria asupra unchiului său de lângă Szekesfehervar, Ștefan al III-lea rămâne singur pe tronul Ungariei.
- 1 iulie: Adunarea de la Woodstock, marcând primele neînțelegeri majore dintre regele Henric al II-lea al Angliei și arhiepiscopul de Canterbury, Thomas Becket, care refuză autorizarea strângerii taxei danegeld de pe pământurile ecleziastice.
- 30 septembrie: Papa Alexandru al III-lea ajunge și se stabilește la Sens, în Franța.
- 1 octombrie: Adunarea de la Westminster, reunită de regele Henric al II-lea al Angliei, care solicită abrogarea tuturor scutirilor ecleziastice și egalitatea tuturor supușilor în fața regelui; puternică opoziție a clerului și a primatului Thomas Becket.
- 21 decembrie: Puternice inundații în Țările de Jos.

### Nedatate
- august: Vizirul Shawar este îndepărtat din Egipt de către unul dintre locotenenții săi, Dargham, și se refugiază în Siria, pentru a obține sprijin de la Nur ad-Din, căruia îi promite recunoașterea suzeranității asupra Egiptului.
- septembrie: Regele Amalric I al Ierusalimului profită de tulburările din Egipt pentru a-l invada, sub pretextul că tributul de 60.000 de dinari nu a fost plătit la timp; cruciații ajung în delta Nilului, unde asediază Bilbeis, însă ruperea digurilor Nilului conduce la încercuirea asediatorilor, care reușesc totuși să se întoarcă în Palestina.
- octombrie: Nur ad-Din trimite un corp expediționar în Egipt, condus de Shirkuh.
- Ducatele din Silezia, cu centrul la Breslau (Wroclaw), acceptă suzeranitatea Sfântului Imperiu romano-german.
- Împăratul bizantin Manuel I Comnen începe o campanie împotriva Ungariei; totodată, basileul acordă titlul de jupan lui Ștefan Nemanja al Serbiei.
- Împăratul Frederic Barbarossa începe cea de a treia campanie a sa în Italia.
- Legea succesiunii este introdusă în Norvegia, pentru a preîntâmpina noi războaie civile.

## Arte, Știință, Literatură și Filozofie
- 24 martie: Papa Alexandru al III-lea pune piatra de temelie a catedralei Notre-Dame de Paris; construcțiile sunt coordonate de către episcopul Maurice de Sully.

## Înscăunări
- 14 mai: Abu Yakub Yusuf, conducător al almohazilor (1163-1184).
- Ghiyas ud-Din Muhammad, conducător în Horasan, din dinastia ghurizilor (1162-1203).

## Nașteri
- As-Salih Ismail al-Malik, conducător al Siriei (d. 1181)
- Canut al VI-lea, rege al Danemarcei (d. 1202).
- Kulin, ban al Bosniei (d. 1204).
- Ottokar al IV-lea, margraf de Stiria (d. 1192).

## Decese
- 14 ianuarie: Ladislau al II-lea, rege al Ungariei (n. 1131).
- 14 mai: Abd al-Mumin, fondator al Imperiului almohad (n. 1094).
- Dahui Zonggao, călugăr budist chinez (n. 1089).